# Favori
Pour les articles homonymes, voir favori (homonymie).

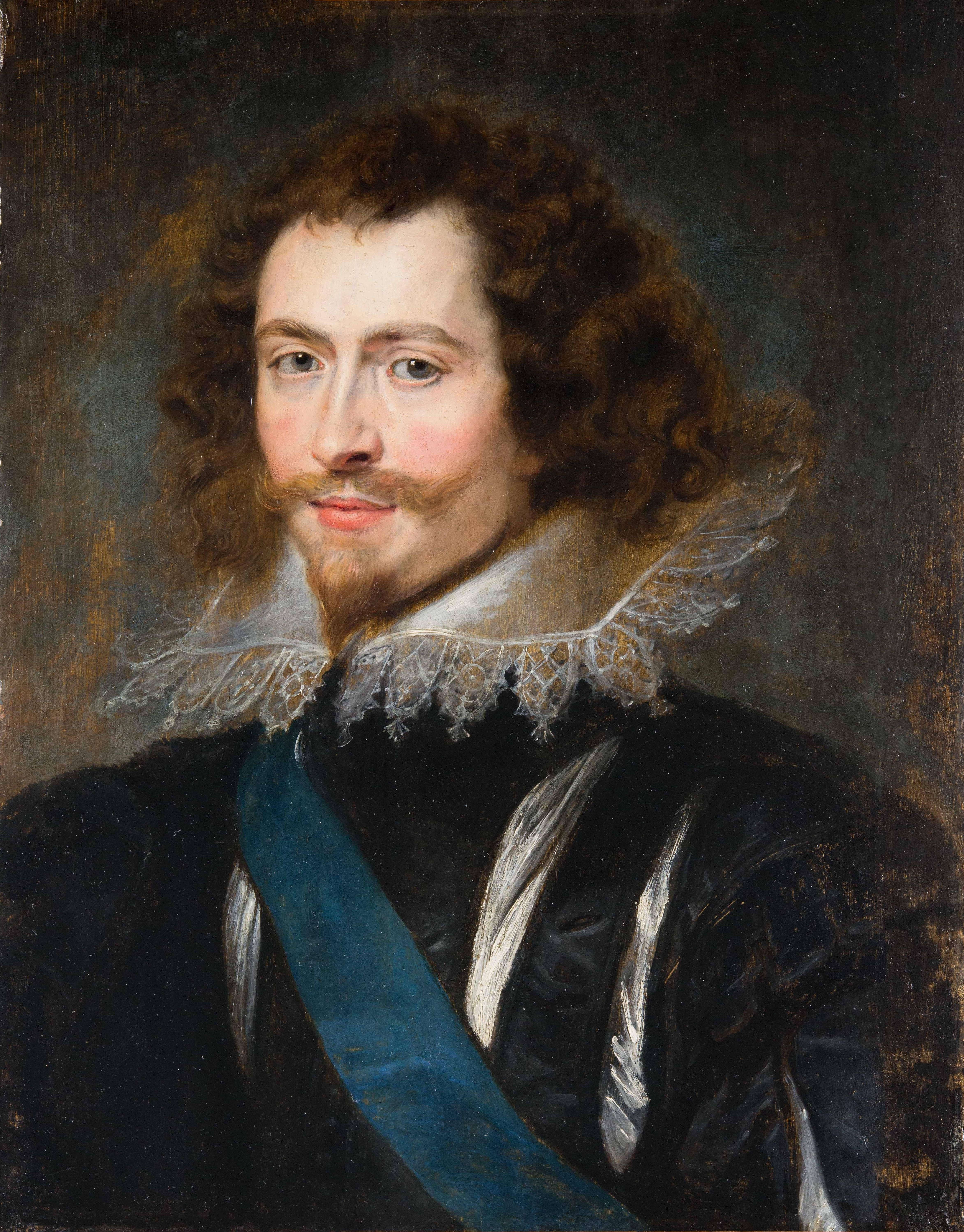
Le duc de Buckingham, favori de Jacques Ier d'Angleterre. Portrait de Rubens.

Un favori est dans l'histoire des régimes monarchiques un membre d'une cour qui tient le premier rang dans les bonnes grâces d'un souverain.

## Présentation
Rois, reines, personnages de haut rang avaient souvent leur favori, personne de confiance, ami intime, maîtresse ou amant, souvent comblé de faveurs, dont l’influence politique était plus ou moins importante.
À l’origine, le favori est celui qui a su capter la faveur d’un prince et prendre de l’ascendant sur sa volonté, le plus souvent par la flatterie. L’abus qu’il fait ordinairement de son influence pour accroître ses richesses et augmenter son pouvoir personnel, l’insolence d’un orgueil qui tend de plus en plus à dominer ont eu pour résultat que les favoris les plus célèbres ont presque tous trouvé une fin violente ou misérable. Le nombre de favoris est variable selon les souverains et les époques. On trouve parmi eux des hommes et des femmes de toutes conditions. Certains monarques, tel Charles VII, n'ont pu gouverner sans eux. Cela leur est en général reproché par leurs contemporains, qui y voient la marque d'une absence de volonté. L'allégation d'homosexualité est colportée par des libellistes dans plusieurs cas (en France par exemple pour Henri III et Louis XIII, en Grande-Bretagne pour Jacques Ier et pour la reine Anne, par exemple).[réf. nécessaire]

### Favoris célèbres
Parmi les favoris royaux, l’Histoire a retenu les noms suivants :

#### Antiquité
- Héphaestion (356 av. J.-C., - 324 av J.-C.), général macédonien, favori d’Alexandre le Grand
- Bagoas, eunuque devenu le favori d’Artaxerxès III. En -338, il fait assassiner le roi et tous ses fils à l’exception d’Arsès, qu’il place sur le trône.
- Séjan (20 av. J.-C. - 31 ap. J.-C), favori de Tibère, exécuté par ordre de ce dernier pour avoir voulu se substituer à l’empereur
- Antinoüs, favori et amant de l’empereur Hadrien à partir de 123. Il meurt vers l’âge de 20 ans noyé dans le Nil. Les Égyptiens divinisent alors le jeune homme, voyant dans les noyés du Nil les serviteurs d’Osiris.
- Cléandre, favori de l'empereur Commode, exécuté vers 190.
- Flavius Eutropius (mort en 399), eunuque favori d’Arcadius, brisé par l’impératrice Eudoxie
- Sporus, favori de l'empereur romain Néron, qui l'a épousé

#### Moyen Âge
- Basile Ier (811-886), issu d’une famille de paysans arméniens, devenu favori de l’empereur byzantin Michel III. Très proche de l’empereur, il pousse celui-ci à éliminer son oncle maternel, Bardas, en 866. Michel III le nomme alors coempereur, avant de se faire lui-même assassiner par Basile un an plus tard. Basile fonde ainsi la dynastie macédonienne sous laquelle l’Empire byzantin atteint son apogée.
- Haganon, élevé en 918 au titre de comte par Charles III le Simple, qui en fait son principal conseiller et favori. Il se retrouve au centre d’une révolte des seigneurs qui s’opposent au roi.
- Hugues de Beauvais, favori et comte du roi Robert II le Pieux, assassiné sur ordre de la reine Constance en 1008.
- Ibn Ammar (1031-1086), favori du sultan Abbad III, qui le tuera de ses propres mains
- Pierre de La Broce (1230-1278), favori du roi Philippe III le Hardi. Tombé en disgrâce, il est condamné à être pendu sans procès.
- Enguerrand de Marigny (vers 1260-1315), favori, chambellan et ministre du roi Philippe IV le Bel. La mort du roi marque le signal de la réaction contre sa politique, et on se retourne contre son favori, arrêté sur l’ordre de Louis X le Hutin. L’accusateur principal à son procès est son propre frère cadet, l’évêque Jean de Marigny. Il est condamné à mort et exécuté au gibet de Montfaucon, qu’il avait lui-même fait construire. Son corps y reste exhibé pendant deux ans.
- Pierre Gaveston (1284-1312), favori et possible amant du roi Édouard II d'Angleterre. Il meurt assassiné.
- Hugues le Despenser (vers 1290-1326), second favori et possible amant du roi Édouard II d’Angleterre. Reconnu coupable de haute trahison, il est condamné au châtiment hanged, drawn and quartered.
- Giraud Gayte (fin du XIIIe siècle-1322), trésorier de Philippe V le Long. Accusé de concussion à l’avènement de Charles IV, il est assassiné sous la torture au palais du Louvre.
- Gui VI de La Trémoille (1346-1397), favori du duc Philippe le Hardi
- Pierre II de Giac (1377-1427), favori du roi Charles VII de France, succédant à Pierre Frotier, autre favori. Il est assassiné sur ordre du connétable Arthur de Richemont.
- Tanneguy du Chastel (1369-1449), autre favori de Charles VII pour l’avoir sauvé de la révolte des cabochiens, partage le pouvoir avec Jean Louvet, lui aussi favori.
- Álvaro de Luna (1390-1453), favori du roi Jean II de Castille. Il est déchu, jugé et condamné à mort par la volonté d’Isabelle de Portugal, seconde épouse du roi, jalouse de son influence.
- Charles de Melun (1420-1468), favori du roi Louis XI. Accusé de trahison, il est décapité.

#### Époque moderne
- Le cardinal Wolsey (vers 1473-1530) devient malgré ses origines modestes la figure principale dans les affaires de l’État pendant de nombreuses années sous le règne d’Henri VIII d'Angleterre avant de tomber en disgrâce.
- Guillaume Gouffier de Bonnivet (1488-1525) et Claude d'Annebault (1495-1552) comptent parmi les favoris de François Ier.
- Robert Dudley (1532-1588), favori de la reine Élisabeth Ire d’Angleterre pendant 30 ans
- Robert Devereux (1565-1601), second favori d’Élisabeth Ire d’Angleterre. Reconnu coupable de complot, il est décapité à la hache.
- Les Mignons, favoris des rois de France au XVIe siècle et principalement d’Henri III.
- Le duc de Lerma (1552-1625), premier valido, titre semi-officiel des favoris des rois d'Espagne. Favori de Philippe III d'Espagne, il dirige le pays pendant vingt ans avant de tomber en disgrâce. Il est remplacé par son fils le duc d’Uceda, lui-même remplacé par le comte d’Olivares (1587 - 1645), qui dirige à son tour le pays pendant vingt ans.
- Le duc de Buckingham (1592-1628), favori du roi Jacques Ier d'Angleterre et de son fils Charles Ier. Il meurt assassiné par John Felton.
- Concino Concini (1569-1617), favori de la régente Marie de Médicis. Assassiné sur ordre de Louis XIII.
- Charles d'Albert (1578-1621), favori de Louis XIII, participe avec d’autres proches du roi à l’exécution de Concino Concini en 1617.
- Cinq-Mars (1620-1642), autre favori de Louis XIII. Impliqué dans un complot, il est décapité. Le marquis de Toiras et le duc de Saint-Simon comptent eux aussi parmi les favoris du souverain.
- Philippe de Lorraine (1643-1702), favori du duc Philippe d'Orléans, frère du roi Louis XIV
- Gian Rinaldo Monaldeschi, écuyer et favori de Christine de Suède. On la soupçonne d’être à l’origine de son assassinat, commis en 1657.
- Johann Friedrich Struensee (1737-1772), médecin du roi schizophrène Christian VII de Danemark, puis conseiller d’État. Amant de la reine, il est accusé de complot et décapité.
- Grigori Potemkine (1739-1791), favori et amant de Catherine II de Russie, qui eut pour autre favori Platon Alexandrovitch Zoubov.
- John Acton (1736-1811), favori de Ferdinand IV de Naples, dont il devient Premier ministre.
- Manuel Godoy (1767-1851), favori de Charles IV d'Espagne et l’amant de sa femme Marie Louise de Bourbon-Parme.

#### XXesiècle
- Raspoutine (1869-1916), mystique et guérisseur russe. Il a été le confident d'Alexandra Feodorovna, épouse de l'empereur Nicolas II, ce qui lui a permis d'exercer une forte influence au sein de la cour impériale russe, jusqu'à son assassinat à Petrograd dans la nuit du 16 décembre 1916

### Favorites

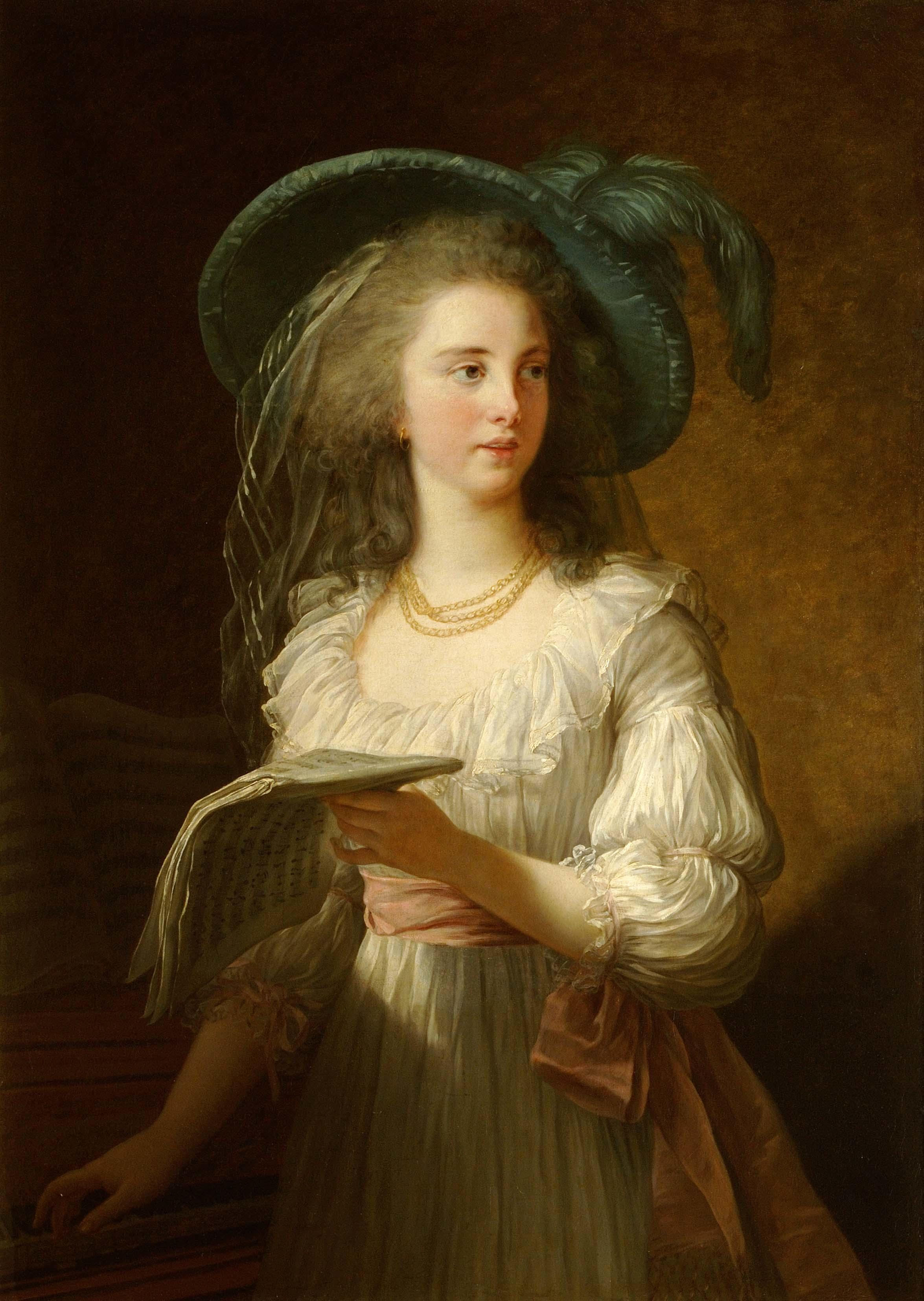
Madame de Polignac, favorite de Marie-Antoinette

La favorite est l’amie intime, la confidente de la souveraine, ou la maîtresse du roi. Dans ce dernier cas, plus qu’une simple maîtresse royale, elle jouit de la faveur et de la confiance du souverain et, par là même, exerce une influence sur la politique, les évènements et les hommes.
- Jeanne de Kent, comtesse de Salisbury (1328-1385), favorite du roi Édouard III d'Angleterre. Elle fait accidentellement tomber sa jarretière à un bal à Calais. Le roi répond à la foule qui sourit en attachant la jarretière à son propre genou[3] en prononçant ces mots : « Messires, honi soit qui mal y pense ! Tel qui s'en rit aujourd'hui s'honorera de la porter demain, car ce ruban sera mis en tel honneur que les railleurs le chercheront avec empressement »[4]. Il crée ainsi l'ordre de la Jarretière, qui est le plus élevé des ordres de chevalerie britanniques, le 23 avril 1348
- Sarah Churchill (1660-1744), favorite de la reine Anne de Grande-Bretagne.
- Marie-Anne de La Trémoille (1642-1722), camarera mayor de Marie-Louise Gabrielle de Savoie, première épouse du roi Philippe V d'Espagne.
- Marie-Françoise-Catherine de Beauvau-Craon, marquise de Boufflers (1711-1787), favorite de Stanislas Leszczynski, duc de Lorraine.
- Madame de Pompadour (1721-1764), favorite de Louis XV.
- La princesse de Lamballe (1749-1792). Comptant parmi les derniers soutiens de la reine Marie-Antoinette pendant la Révolution française, elle est décapitée et sa tête promenée au bout d’une pique jusqu’à la tour du Temple, servant alors de prison à la famille royale.
- La duchesse de Polignac (1749-1793). Elle est née le même jour et la même année que la princesse de Lamballe, qu’elle remplace comme favorite auprès de Marie-Antoinette.
- Louise d'Esparbès de Lussan (1764-1804), favorite de Charles X.

### Moyen Âge
- Philippe Contamine, « Pouvoir et vie de cour dans la France du XVIe siècle : les mignons », Comptes rendus de l'Académie des inscriptions et belles-lettres, Paris, De Boccard « fascicule 2, comptes rendus des séances de l'année 1994, avril-juin »,‎ 1994, p. 541-554 (lire en ligne).
- Thierry Dutour, « Faveur du prince, immoralité politique et supériorité sociale dans le royaume de France à la fin du Moyen Âge (XIIIe – XVe siècles) », dans Jacqueline Hoareau-Dodinau, Guillaume Métairie, Pascal Texier (dir.), Le prince et la norme. Ce que légiférer veut dire, « Cahiers de l'Institut d'anthropologie juridique » no 17, Presses universitaires de Limoges (PULIM), 2007, p. 421-435.
- Thierry Dutour, « Les affaires de favoris dans le royaume de France à la fin du Moyen Âge (XIIIe – XVe siècles) », dans Luc Boltanski, Élisabeth Claverie, Nicolas Offenstadt, Stéphane Van Damme (dir.), Affaires, scandales et grandes causes. De Socrate à Pinochet, Paris, Stock, « Les essais », 2007.
- (en) Klaus Oschema, « The Cruel End of the Favourite. Clandestine Death and Public Retaliation at Late Medieval Courts in Europe », dans Karl-Heinz Spiess et Immo Warntjes, éd., Death at court, Wiesbaden, Harrassowitz, 2012 (ISBN 9783447067607, lire en ligne), p. 171-195.

### Époque moderne
- Raphaël Carrasco, L'Espagne au temps des validos 1598-1645, . Toulouse, Presses de l’Université du Mirail, 2009, 212 p., présentation en ligne.
- Nicolas Le Roux, « Le point d'honneur, la faveur et le sacrifice : recherches sur le duel des mignons d'Henri III », Histoire, économie et société, no 4, 16e année,‎ 1997, p. 579-595 (lire en ligne).
- Nicolas Le Roux, « Courtisans et favoris : l'entourage du prince et les mécanismes du pouvoir dans la France des guerres de Religion », Histoire, économie et société, no 3, 17e année,‎ 1988, p. 377-387 (lire en ligne).
- Nicolas Le Roux, La faveur du Roi : mignons et courtisans au temps des derniers Valois, Seyssel, Champ Vallon, coll. « Époques », 2001, 805 p. (ISBN 2-87673-311-0, présentation en ligne), [présentation en ligne]Réédition : Nicolas Le Roux, La faveur du Roi : mignons et courtisans au temps des derniers Valois, Seyssel, Champ Vallon, coll. « Les classiques de Champ Vallon », 2013, 2e éd. (1re éd. 2001), 805 p. (ISBN 978-2-87673-907-9, présentation en ligne).
- Jean-François Solnon, Histoire des favoris, Perrin, 2019, 448 p.